# Mads Nielsen (Dichter)
Mads Nielsen (* 27. Februar 1879 in Langå; † 8. Dezember 1958 in Åbyhøj) war ein dänischer Schriftsteller und Apotheker.

## Leben
Nielsen studierte Pharmazie und war ab 1932 Apotheker in Vester Skerning auf Fünen und ab 1943 in Kolding. Er debütierte 1910 mit einer Sammlung religiöser und nationaler Gedichte unter dem Titel Vej og Sti. Es folgten die Gedichtbände På Kirkesti (1918), Dagene (1925) und Hjemmene synger (1936). Weiterhin veröffentlichte er Breve fra Grøftekanten (1923) und Undervejs (1944). Kulturhistorisch interessant sind seine Erinnerungen unter dem Titel Den gamle Apoteker fortæller (1956).
Populär wurde Nielsen in Dänemark mit dem Gedicht En Lærke letted, og tusind fulgte, das er 1945 anlässlich der Befreiung des Landes von der deutschen Besatzung verfasste. Einige seiner Gedichte wurden von Nancy Dalberg vertont, im Übrigen hat seine Poesie nur in den Liederbüchern der christlichen Jugendbewegung überlebt.